# Meurtre de Nusrat Jahan Rafi
Le meurtre de Nusrat Jahan Rafi concerne une étudiante bangladaise de 19 ans, assassinée en avril 2019 après avoir signalé son agression sexuelle par le directeur de l'école islamique où elle étudie. Elle décède 4 jours plus tard, le 10 avril 2019. Elle enregistre une déclaration identifiant certains de ses agresseurs alors qu'elle est transférée à l'hôpital. La Première ministre Sheikh Hasina s'engage à faire justice. En octobre 2019, 16 agresseurs sont condamnés à mort. 

## Historique
Nusrat Jahan Rafi suit des cours dans une école islamique de la ville de Feni, située à 160 kilomètres de Dhaka, la capitale du Bangladesh. Le 27 mars 2019, elle porte plainte contre le directeur de l'école, Siraj Ud Doula, allégant des attouchements d'ordre sexuel,.
Ses futurs agresseurs lui demandent de retirer cette plainte. Elle refuse. Ils l'attirent sur la toit de l'école coranique, l'attachent, l'aspergent d'essence et la brûlent. L'objectif est de faire croire à un suicide, mais Nusrat Jahan Rafi, libérée de ses liens brûlés, parvient à s'échapper. Accompagnée au Dhaka Medical College and Hospital (en), elle enregistre une vidéo juste avant de mourir, où elle désigne ses bourreaux. Devant l'inertie des autorités des manifestations sont organisées dans le pays pour demander justice. La Première ministre Sheikh Hasina s'engage alors à punir les coupables.
En octobre 2019, 16 personnes sont condamnées à mort pour avoir assassiné Nusrat Jahan Rafi en la brûlant vive.
Pour l'association de défense des droits des femmes Bangladesh Mahila Parishad (en) (Conseil des femmes du Bangladesh) la sanction est exemplaire. Officiellement, en 2018, 700 viols ont été dénoncés au Bangladesh. Selon les ONG, ce chiffre est inférieur à la réalité, les victimes ayant peur de se faire connaitre. Néanmoins en juillet 2019, trois responsables d’écoles coraniques sont incarcérés pour viols.
Après le procès, une partie des condamnés font appel. La pandémie de Covid bloque alors les tribunaux et le nouveau procès est repoussé sans date fixée. En 2022, la famille de Nusrat attend toujours l'exécution du verdict.